# احیا (روزنامه)
احیاء نام یکی از مطبوعات استان فارس در دوران قاجاریه است.
این روزنامه از سال ۱۳۲۹ هـ.ق به وسیله عبدالحسین ذوالریاستین، در شیراز به چاپ رسیده است.